# The Fire Chief's Daughter
The Fire Chief's Daughter è un cortometraggio muto del 1910 diretto da Francis Boggs.

## Produzione
Il film fu prodotto dalla Selig Polyscope Company.

## Distribuzione
Distribuito dalla General Film Company, il film - un cortometraggio in una bobina - uscì nelle sale cinematografiche statunitensi il 30 giugno 1910.